# Zones boisées et ouvertes au Sud de la Région bruxelloise - complexe Verrewinkel - Kinsendael
Zones boisées et ouvertes au Sud de la Région bruxelloise - complexe Verrewinkel - Kinsendael este o arie protejată (arie specială de conservare — SAC, sit de importanță comunitară — SCI) din Belgia întinsă pe o suprafață de 134 ha, integral pe uscat.

## Localizare
Centrul sitului Zones boisées et ouvertes au Sud de la Région bruxelloise - complexe Verrewinkel - Kinsendael este situat la coordonatele 50°47′16″N 4°21′18″E / 50.7879°N 4.3549°E.

## Înființare
Situl Zones boisées et ouvertes au Sud de la Région bruxelloise - complexe Verrewinkel - Kinsendael a fost declarat sit de importanță comunitară în aprilie 1996 pentru a proteja 2 specii de animale. Situl a fost protejat și ca arie specială de conservare în septembrie 2015.

## Biodiversitate
Situată în ecoregiunea atlantică, aria protejată conține 7 habitate naturale: Liziere de ierburi înalte hidrofile de câmpie și de nivel montan până la alpin, Fânețe de joasă altitudine (Alopecurus pratensis, Sanguisorba officinalis), Păduri de fag acidofile atlantice, cu subarboret de Ilex și, uneori, de asemenea, Taxus, la nivelul arbuștilor (Quercion robori-petraeae sau Ilici-Fagenion), Păduri de fag Asperulo-Fagetum, Păduri de stejar sau de stejar și carpen sub-atlantice și medio-europene de Carpinion betuli, Păduri acidofile de stejar bătrân cu Quercus robur pe câmpii nisipoase, Păduri aluvionare cu Alnus glutinosa și Fraxinus excelsior (Alno-Padion, Alnion incanae, Salicion albae).
La baza desemnării sitului se află mai multe specii protejate de  mamifere (2): liliac cârn (Barbastella barbastellus), liliac comun (Myotis myotis)
Pe lângă speciile protejate, pe teritoriul sitului au mai fost identificate 1 specie de plante, 5 specii de păsări, 12 specii de mamifere, 4 specii de nevertebrate, 2 specii de reptile.